# NIMBY
NIMBY es un acrónimo inglés que significa «Not In My Back Yard» (no en mi patio trasero). El término se utiliza para describir la reacción producida entre determinados grupos de ciudadanos que se organizan para enfrentarse a la instalación de ciertas actividades o instalaciones en su entorno inmediato percibidas como peligrosas o debido a sus externalidades, pero sin oponerse a las actividades en sí mismas. Los residentes a menudo se llaman «Nimbys», y su punto de vista se denomina «Nimbyism».

## Historia
El acrónimo se usó por primera vez en un periódico de Virginia, Estados Unidos en junio de 1980, aunque el fenómeno de resistencia local a usos de la tierra había sido señalado por los medios de comunicación desde la década de 1950. El término fue popularizado en los años ochenta por el político conservador británico Nicholas Ridley, quien fue Secretario de Estado de Medio Ambiente durante el gobierno de Margaret Thatcher. Desde entonces, el acrónimo ha sido utilizado en las ciencias sociales en estudios sobre el uso de la tierra.

## Ejemplos

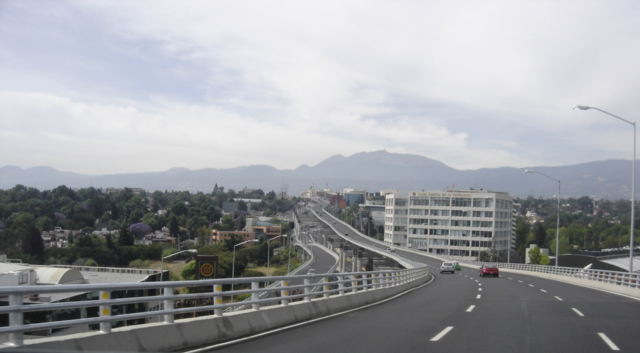
La construcción del Anillo Periférico de la Ciudad de México enfrentó la resistencia de grupos NIMBY.

Ejemplos de proyectos que suelen provocar el efecto NIMBY son aeropuertos, canteras, centros de rehabilitación para adictos, proyectos de vivienda, prisiones, incineradoras de basura, vertederos de residuos, plantas de compostaje; tanatorios, velatorios y crematorios; realojo de marginados, centrales nucleares, termoeléctricas, hidroeléctricas, líneas de alta tensión, antenas de telefonía móvil, estaciones transformadoras, líneas de tren de alta velocidad, parques eólicos, edificación de construcciones religiosas (principalmente mezquitas, iglesias, sinagogas y templos budistas), parques Industriales de baja densidad, industrias artesanales locales, zonas de ocio para la juventud, estadios y eventos masivos en espacios públicos, como conciertos, festivales y carreras deportivas.

## Controversia
La palabra NIMBY es usada con connotaciones peyorativas, aunque desde diferentes ángulos, por aquellos que acusan a quienes defienden el «no en mi patio trasero»de insolidarios o hipócritas, según los ecologistas o los partidarios del desarrollo respectivamente. Esta acepción negativa resulta más clara si utilizamos el término SPAN, versión castellanizada de las siglas inglesas y que significan «Sí, Pero Aquí No». Es decir, el efecto NIMBY o SPAN, sería la oposición de los ciudadanos sólo cuando un problema les afecta directamente, de ahí que se los acuse de insolidarios por sectores ambientalistas.
El caso extremo de «nimbyzación» se produce cuando los ciudadanos «afectados» se oponen a instalaciones y actividades que ellos mismos consideran necesarias, no importándoles por tanto que se ubiquen lejos de su entorno. Así, por ejemplo, aunque los ciudadanos quieran tener buena cobertura de telefonía móvil y sepan que para ello se necesitan antenas, en general se oponen a la instalación de ellas cerca de sus viviendas, lo que es visto como hipocresía por los gestores de estos proyectos.
Como contraparte los sectores ciudadanos denominados NIMBY o SPAN pueden sostener que no necesariamente se oponen a la actividad o instalación per se sino a lo que se oponen es a una inadecuada ubicación (ej. zonas residenciales o escolares). Grupos NIMBY ha producido que los políticos, organizaciones y empresas adopten medidas de responsabilidad social como compensación.

## YIMBY
YIMBY («Yes In My Back Yard»), un acrónimo de «sí en mi patio trasero», es un movimiento en favor del desarrollo local en contraste y oposición al fenómeno NIMBY.
Los YIMBY sostienen que los proyectos de desarrollo traen beneficios como mayor empleo, ingresos fiscales, menores costos marginales por desarrollo remoto, seguridad y beneficios ambientales. Los defensores del desarrollo pueden acusar a los NIMBY de egoísmo, elitismo y racismo. Los YIMBY han señalado que la oposición política a los proyectos de vivienda ha provocado un aumento de los alquileres, lo que priva de acceso a la vivienda a grupos no propietarios como los migrantes y los jóvenes. Las regulaciones estrictas sobre el uso de la tierra son un factor importante de la segregación racial en la vivienda en países como Estados Unidos. Es más probable que las comunidades blancas tengan regulaciones estrictas sobre el uso de la tierra (y es más probable que los blancos apoyen esas regulaciones).
En 2015, un estudio de los economistas Chang-Tai Hsieh y Enrico Moretti estimó que las restricciones de vivienda impuestas por los activistas NIMBY cuestan a los trabajadores estadounidenses un billón de dólares en salarios reducidos (varios miles de dólares por cada trabajador), dado que estas restricciones vuelven inasequible reubicarse en comunidades de mayor productividad.